# Knesselare
Knesselare este o comună neerlandofonă situată în provincia Flandra de Est, regiunea Flandra din Belgia. La 1 ianuarie 2008 avea o populație totală de 7.999 locuitori. 

## Geografie
Comuna actuală Knesselare a fost formată în urma unei reorganizări teritoriale în anul 1977, prin înglobarea într-o singură entitate a 2 comune învecinate. Suprafața totală a comunei este de 32,27 km². Comuna este subdivizată în secțiuni, ce corespund aproximativ cu fostele comune de dinainte de 1977. Acestea sunt:
| - I. Knesselare - II. Ursel |

Localitățile limitrofe sunt:
- a. Maldegem
- b. Adegem (Maldegem)
- c. Oostwinkel (Zomergem)
- d. Zomergem
- e. Bellem (Aalter)
- f. Aalter
- g. Sint-Joris (Beernem)
- h. Oedelem (Beernem)